# Chester Franklin

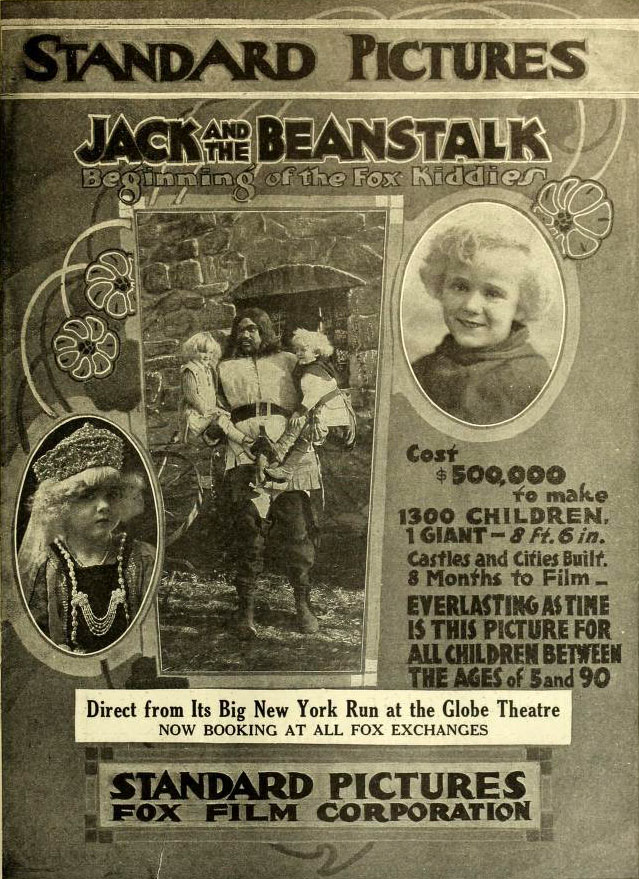
Jack and the Beanstalk (1917)

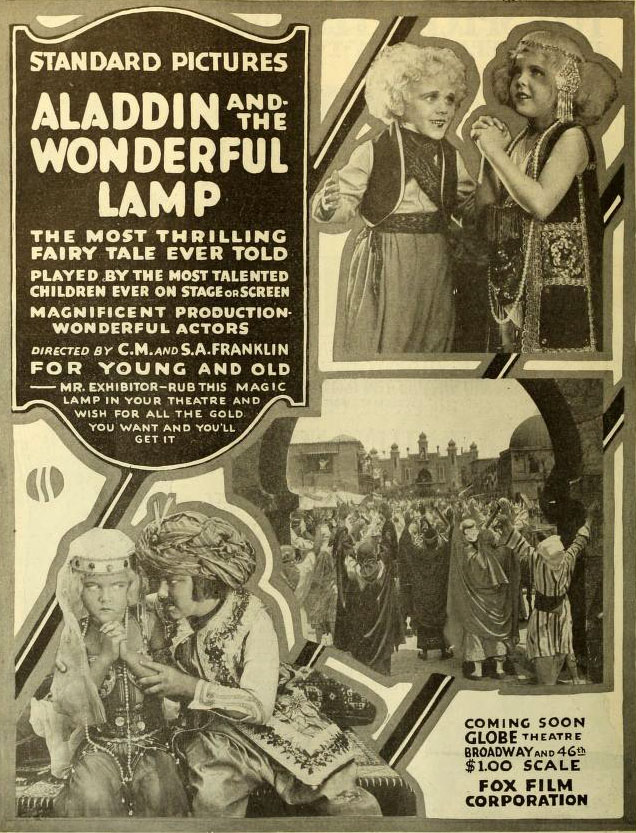
Aladdin and the Wonderful Lamp (1917)

Chester M. Franklin (1 de septiembre de 1890 – 12 de marzo de 1954) fue un director, actor y guionista cinematográfico de nacionalidad estadounidense, activo principalmente en la época del cine mudo. 

## Biografía
Su nombre completo era Chester Mortimer Franklin, y nació en San Francisco, California. Inició su carrera cinematográfica como actor en 1912, a los 22 años de edad. En 1915 debutó como director trabajando junto a su hermano, Sidney Franklin, en The Baby, un cortometraje producido por Reliance Film Company, una pequeña productora activa entre los años 1910 y 1916. Ambos hermanos rodaron a finales de la década varias cintas con un reparto infantil, producidas por William Fox.
En 1922 rodó The Toll of the Sea, una historia basada en Madama Butterfly, y que fue uno de los primeros filmes en colores de la historia del cine, y el primero producido en Hollywood con un primitivo Technicolor proceso 2.
Franklin fue también ocasionalmente productor, guionista y ayudante de dirección. En este último papel, dirigió la segunda unidad en la película de 1939 Lo que el viento se llevó, de Victor Fleming, y las de 1946 El despertar, de Clarence Brown, y Duelo al sol, de King Vidor.
Chester Franklin falleció en 1954 en Los Ángeles, California. Fue enterrado en el cementerio Forest Lawn Memorial Park, en Glendale (California).

## Filmografía

### Director
- The Baby, codirigida con Sidney Franklin (1915)
- The Rivals, codirigida con Sidney Franklin (1915)
- Little Dick's First Case, codirigida con Sidney Franklin (1915)
- Her Filmland Hero, codirigida con Sidney Franklin (1915)
- Dirty Face Dan, codirigida con Sidney Franklin (1915)
- Pirates Bold, codirigida con Sidney Franklin (1915)
- The Ashcan, or Little Dick's First Adventure, codirigida con Sidney Franklin (1915)
- The Kid Magicians, codirigida con Sidney Franklin (1915)
- A Ten-Cent Adventure, codirigida con Sidney Franklin (1915)
- The Runaways, codirigida con Sidney Franklin (1915)
- The Straw Man, codirigida con Sidney Franklin (1915)
- Billie's Goat, codirigida con Sidney Franklin (1915)
- The Little Cupids (1915)
- For Love of Mary Ellen (1915)
- The Little Life Guard (1915)
- The Doll-House Mystery (1915)
- Let Katie Do It (1916)
- Martha's Vindication, codirigida con Sidney Franklin (1916)
- The Children in the House, codirigida con Sidney Franklin (1916)
- Going Straight, codirigida con Sidney Franklin (1916)
- The Little School Ma'am (1916)
- Gretchen the Greenhorn (1916)
- A Sister of Six (1916)
- Jack and the Beanstalk, codirigida con Sidney Franklin (1917)
- Aladdin and the Wonderful Lamp (1917)
- The Babes in the Woods (1917)
- Treasure Island (1918)
- The Girl with the Champagne Eyes (1918)
- Fan Fan (1918)
- Ali Baba and the Forty Thieves (1918)
- You Never Call Tell (1921)
- All Soul's Eve (1921)
- A Private Scandal (1921)
- The Case of Becky (1921)
- Nancy from Nowhere (1922)
- A Game Chicken (1922)
- The Toll of the Sea (1922)
- Where the North Begins (1923)
- The Song of Love, codirigida con Frances Marion (1923)
- Behind the Curtain (1924)
- The Silent Accuser (1924)
- Wild Justice (1925)
- The Thirteenth Hour (1927)
- Detectives (1928)
- Olimpia, codirigida con Juan de Homs (1930)
- Le père célibataire (1931)
- Sa ultima noche, codirigida con Carlos F. Borcosque (1931)
- Vanity Fair (1932)
- The Stoker (1932)
- A Parisian Romance (1932)
- File 113 (1933)
- The Iron Master (1933)
- Sequoia, codirigida con Edwin L. Marin (1934)
- Tough Guy (1936)

### Ayudante de dirección
- Lo que el viento se llevó, de Victor Fleming (1939)
- El despertar, de Clarence Brown (1946)
- Duelo al sol, de King Vidor (1946)

### Guionista
- Jack and the Beanstalk, de Chester M. Franklin y Sidney Franklin (1917)
- Where the North Begins, de Chester M. Franklin (1923)
- The Silent Accuser, de Chester M. Franklin (1924)
- The Tirtheenth Hour, de Chester M. Franklin (1927)
- Detectives, de Chester M. Franklin (1928)

### Productor
- Vanity Fair, de Chester M. Franklin (1932)
- The Painted Hills, de Harold F. Kress (1951)

### Actor
- Hoffmeyer's Legacy, de Mack Sennett (1912)